# Eutrapela transfingens
Eutrapela transfingens là một loài bướm đêm trong họ Geometridae.